# Laszky
Laszky (ukr. Ляшки) – wieś na Ukrainie, w obwodzie sumskim, w rejonie łebedyńskim. W 2001 roku liczyła 89 mieszkańców.